# Nogometni klub Domžale 2015-2016

## Rosa
| N. |                                 | Ruolo | Calciatore           |
| -- | ------------------------------- | ----- | -------------------- |
| 1  | Slovenia (bandiera)             | P     | Izidor Balažič       |
| 2  | Slovenia (bandiera)             | D     | Nejc Skubic          |
| 3  | Slovenia (bandiera)             | D     | Lan Tirc             |
| 5  | Slovenia (bandiera)             | C     | Darko Zec            |
| 7  | Slovenia (bandiera)             | C     | Rudi Požeg Vancaš    |
| 9  | Croazia (bandiera)              | A     | Goran Vuk            |
| 10 | Croazia (bandiera)              | A     | Slobodan Vuk         |
| 12 | Moldavia (bandiera)             | P     | Stanislav Namașco    |
| 14 | Slovenia (bandiera)             | A     | Jernej Papež         |
| 15 | Slovenia (bandiera)             | C     | Jon Gorenc Stanković |
| 16 | Slovenia (bandiera)             | A     | Anže Jelar           |
| 17 | Slovenia (bandiera)             | C     | Marko Kovjenič       |
| 18 | Slovenia (bandiera)             | C     | Aleks Pihler         |
| 19 | Serbia (bandiera)               | C     | Nemanja Maksimović   |
| 22 | Bosnia ed Erzegovina (bandiera) | P     | Ajdin Mulalić        |

| N. |                               | Ruolo | Calciatore       |
| -- | ----------------------------- | ----- | ---------------- |
| 23 | Antigua e Barbuda (bandiera)  | A     | Josh Parker      |
| 24 | Slovenia (bandiera)           | D     | Tadej Rems       |
| 26 | Uruguay (bandiera)            | A     | Sasha Aneff      |
| 27 | Slovenia (bandiera)           | D     | Gaber Dobrovoljc |
| 29 | Slovenia (bandiera)           | C     | Jure Balkovec    |
| 31 | Slovenia (bandiera)           | A     | Alen Ožbolt      |
| 37 | Slovenia (bandiera)           | C     | Žan Majer        |
| 41 | Slovenia (bandiera)           | P     | Nejc Vidmar      |
| 64 | Slovenia (bandiera)           | D     | Erik Janža       |
| 77 | Croazia (bandiera)            | C     | Drago Gabrić     |
| 88 | Slovenia (bandiera)           | D     | Uroš Korun       |
| 90 | Macedonia del Nord (bandiera) | C     | Zeni Husmani     |
| 92 | Slovenia (bandiera)           | D     | Žiga Kous        |
| 99 | Croazia (bandiera)            | C     | Igor Banović     |
|    | Croazia (bandiera)            | D     | Denis Ljubović   |